# Tàngara gorjanegra
La tàngara gorjanegra (Lanio aurantius) és una espècie d'ocell de la família Thraupidae pròpia dels boscos humits tropicals del sud de Mèxic i l'Amèrica central. Habita en boscos tropicals humits de terres baixes al sud de Mèxic (vessant del Golf) i a Belize, Guatemala i Hondures. Prefereix els estrats mitjans i baixos del bosc. Emet sons cridaners.